# Parc d'État Liberty
Le parc d'État de Liberty (en anglais : Liberty State Park) est un parc naturel,  situé dans le New Jersey. Il fut ouvert le 14 juin 1976, jour du drapeau (en anglais : Flag Day), comme cadeau du New Jersey à la nation pour fêter le bicentenaire de la Déclaration d'indépendance des États-Unis.

## Géographie
Le parc occupe une surface de 4,9 km² le long de l'Hudson, face à la ville de New York.

## Histoire
Ces terres ont été en grande partie gagnées sur la mer lors de la construction de la gare du Central Railroad of New Jersey et du Lehigh Valley Railroad. Deux anciennes compagnies ferroviaires y avaient installé leur terminus.

## Informations touristiques
La moitié seulement du parc est ouverte au public, notamment la partie côtière. On y a une belle vue sur les gratte-ciels de Manhattan, la statue de la Liberté et Ellis Island. Des ferries permettent d'atteindre ces deux destinations.

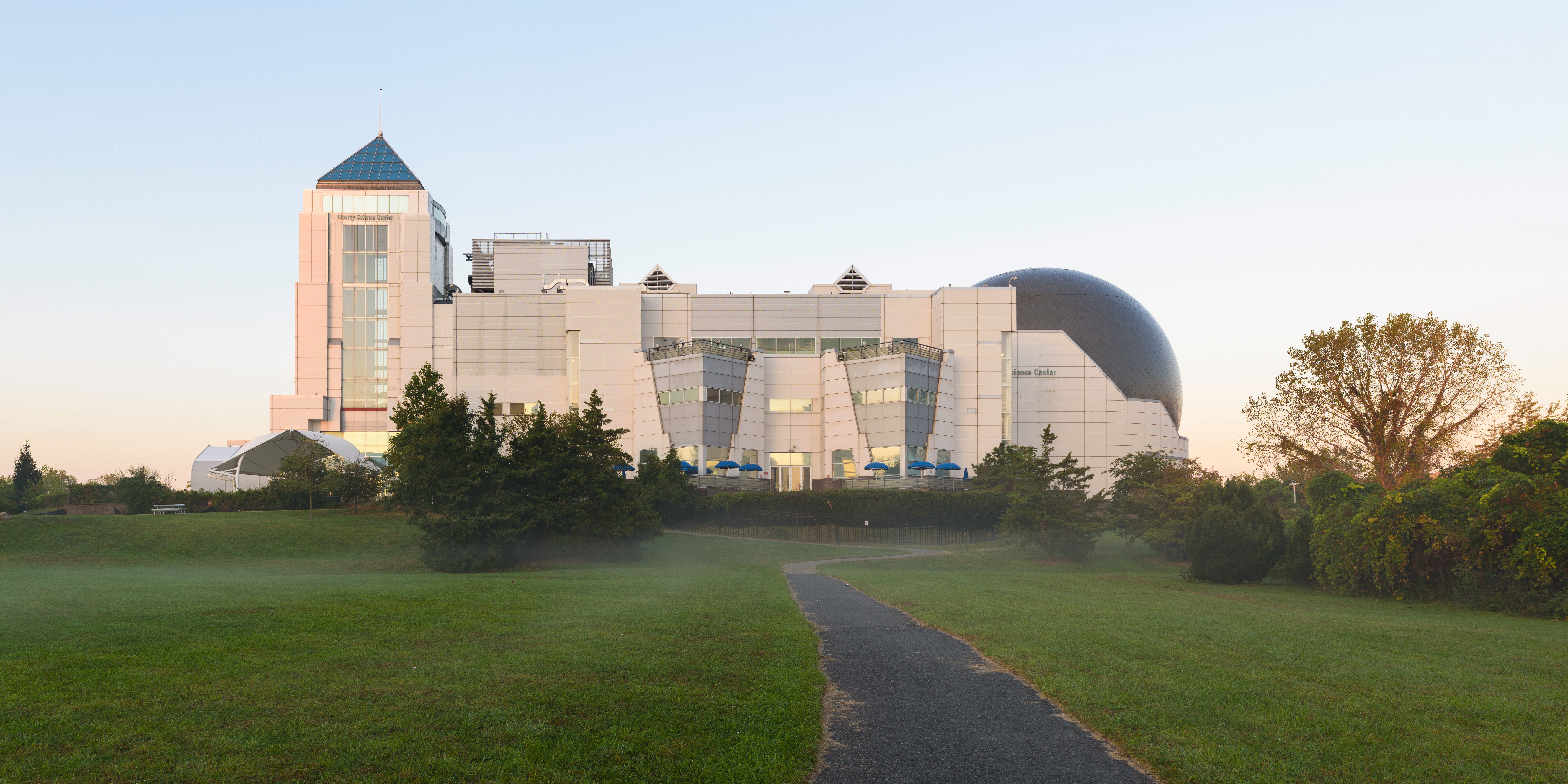
Le Liberty Science Center, dans le parc d'état liberty. Octobre 2020.

Outre ses paysages, le principal centre d'intérêt du parc est le Liberty Science Center. Ce musée scientifique contient de nombreuses expositions, ainsi que la plus grande sphère d'Hoberman au monde. On y trouve également le plus vaste dôme IMAX du pays.